# Charco Hondo, Sinaloa
Charco Hondo är en ort i Mexiko.   Den ligger i kommunen Rosario och delstaten Sinaloa, i den centrala delen av landet, 800 km nordväst om huvudstaden Mexico City. Charco Hondo ligger 189 meter över havet och antalet invånare är 137.
Terrängen runt Charco Hondo är huvudsakligen kuperad, men den allra närmaste omgivningen är platt. Runt Charco Hondo är det glesbefolkat, med 15 invånare per kvadratkilometer. Närmaste större samhälle är Matatán, 10,0 km väster om Charco Hondo. I omgivningarna runt Charco Hondo växer i huvudsak lövfällande lövskog.